# بوينيتسى
بوينيتسى مدينة في وسط سلوفاكيا وتتبع أقليم ترنشين. تشتهر المدينة بوجود أقدم حديقة حيوان في سلوفاكيا.
بالإضافة لقلعة بوينيتسى التي تجتذب العديد من السياح سنوياً.

## توأمة
لبوينيتسى اتفاقيات توأمة مع كل من:
- يسينيك
- باد كروتسينغن
- روستا ، بيدمونت
- لا لوفيير

## أعلام
- لوبوش برنيش
- دومينيكا سيلوكا
- يوراي كوتسكا
- ليديا ياكوبيسوفا
- زوزانا جيركوفا

## وصلات خارجية
- الموقع الرسمي لمدينة بوينيتسى